# Desettisočkotnik
Desettisočkotnik (s tujko tudi mirjagon ali 10000-kotnik) je mnogokotnik, ki ima deset tisoč (10000) stranic in tudi deset tisoč oglišč.  
Njegov Schläflijev simbol je {10000}.

## Značilnosti
Notranji kot pravilnega desettisočkotnika je 179,964°. Ploščina takega lika s stranico a je:
{\displaystyle p=2500a^{2}\operatorname {ctg} {\frac {\pi }{10000}}\!\,.}
10000 = 24 · 54, torej število stranic ni produkt Fermatovih praštevil, niti potenca števila dva. Zato ga ni možno konstruirati z ravnilom in šestilom.